# Konrad von Jungingen
Konrad von Jungingen (né vers 1355 à Jungingen, mort le 30 mars 1407 à Marienbourg) est le vingt-cinquième grand maître (magister generalis) de l’ordre Teutonique de 1393 à 1407.

## Biographie
Konrad von Jungingen arrive probablement en Prusse vers 1380. En 1387, il est nommé commandeur d'Osterode (actuellement: Ostróda). Grand trésorier en 1390, il est élu grand maître par le Chapitre de l'ordre, le 30 novembre 1393.
En 1398, sous le commandement de von Jungingen, les armées de l'Ordre détruisent Visby et défont les Vitaliens en hivernage sur l'île de Gotland. À partir de ce moment, la mer Baltique n'est plus sillonnée par les raids des pirates. Le plus célèbre d'entre eux, que l'on surnomme le Corsaire rouge, Klaus Störtebeker lui-même préfère dès lors se réfugier en mer du Nord. Marguerite Ire de Danemark et Albert de Suède cède l'île en fief aux chevaliers teutoniques.
Dans la même année, par le traité de Salynas, le grand-duc de Lituanie Vytautas le Grand lui cède le duché de Samogitie. En 1402, Konrad von Jungingen achète la Nouvelle-Marche de Brandebourg pour 63 200 florins hongrois. En Prusse-Orientale, de nombreuses villes et villages sont fondés ou se développent, comme Sensburg (actuellement: Mrągowo) où depuis 1348, les chevaliers possédaient une forteresse en bois.
La publication de livres éducatifs et de manuels de référence permet l'expansion du système éducatif, des services sociaux sont créés. Konrad von Jungingen favorise également le développement artistique et la musique instrumentale. L'État monastique des chevaliers teutoniques est à cette époque à l'apogée de son étendue territoriale et de son développement économique.
Konrad meurt en 1407 au château de Marienbourg où il est inhumé.